# Flos Sanctorum
Flos Sanctorum és una col·lecció de texts medievals on es descriu la vida dels sants. Es tracta de reculls de llegendes pietoses o històries de sants (hagiografies), extretes sovint de la llegenda àuria de Iacopo de Varazze (també conegut com a Jaume de Voràgine) (segle xiii). A vegades eren actualitzacions i ampliacions de versions precedents d'altres Flos Sanctorum, ja que n'hi hagué diverses versions, en les quals s'afegien vides d'altres sants (tal com s'anunciava en el mateix títol del llibre).

Moltes vegades esdevenen autèntiques elucubracions, tal com diu De Courcelles:
| « | Les sensibilités, les goûts, les croyances modèlent toute histoire de saint et les indices s'en décèlent au détour d'une phrase, d'un dialogue, suffisant à conférer à l'ensemble d'un texte une portée originale. | » |

En l'època medieval aquests llibres prengueren una gran importància, ja que foren objecte de lectura i relectura, de recomanació, de manipulació, de circulació, d'apropiació, de desig... Els recomanava amb molt d'èmfasi Ramon Llull a Blanquerna, o Felip de Malla en un sermó del 1408 on insisteix que cal que el Flos Santorum sigui una lectura familiar que s'ha de llegir el dissabte a la nit i a les festes dels sants, tot recomanant que també se la faci llegir als nens.
Els Flos Sanctorum es van considerar com manuscrits rars i apreciats i objecte de lectura. Fins i tot Martí l'Humà en va demanar un a Ramon Alamany quan es retirà a descansar.
Diu, a més, De Courcelles: 
| « | ... Établissent bien que les Flos Sanctorum constituent véritablement pour les chrétiens de la fin du Moyen Age en Catalogne un fondement de leur dévotion aux saints, un véritable sol de leur croyance. | » |

Hi hagué, doncs, successives edicions al llarg de la història (més de cinc) les quals eren totes conseqüència d'una sola edició catalana titulada Legenda Sanctorum. A aquest fet també s'ha d'afegir la influència de les vides de sants en llengua castellana que arribaren al principat a partir de mitjan segle xvii i sobretot al xviii.
A partir d'aquí s'obre un joc en el qual no hi ha una evident primera lectura sinó una successió de relectures obertes a la interpretació que donen un text nou i plural amb diversitat d'interpretacions. Aquestes relectures porten els passatges de les vides d'un sant o altre al joc dramàtic i a la conversió textual.

Tanmateix, Pere Ribadeneyra explica en el pròleg sobre la vida del seu mestre Ignasi de Loyola: 
| « | No he querido poner otras cosas que se podrían decir con poco fundamento ó sin autor grave y de peso, por parecerme, que aunque cualquiera mentira es fea é indigna de hombre cristiano, pero mucho más la que se compusiese o forjase relatando vidas de Santos. Como si Dios tuviese necesidad de ella ó no fuese cosa ajena de la piedad cristiana queren honrar y glorificar al Señor, que suma y eterna verdad, con cuentos y milagros fingidos. | » |

Per tant, és de suposar que aquesta pràctica ja era mal vista per la jerarquia eclesiàstica del moment. Però malgrat tot, és evident que hi ha moltíssims intents per part d'innombrables estudiosos, de fer passar la invenció per realitat, d'intentar fer creure coses que no tenen fonament. Coses que fins i tot ells es poden arribar a creure i que es fonamenten en contradiccions.